# Krones AG
Krones AG es una empresa productora en líneas de embalaje y llenado de bebidas, alimentos líquidos, productos farmacéuticos y cosméticos como también químicos en botellas de tereftalato de polietileno (PET), de vidrio y en Lata. Con sus líneas y maquinarias la empresa cubre todo el proceso de producción, llenado y embalaje, así como el flujo de material en la planta de fabricación. La empresa realiza además proyectos de planificación de fábricas para el sector industrial de bebidas.
Krones fabrica equipos de envasado que dispone de un método de reciclaje botella a botella de botellas PET a través del cual se pueden reutilizar las botellas como rPET (PET reciclado) en el sector alimentario. Con productos para el ahorro de material PET - como la botella PET para agua sin gas más ligera del mercado con 6,6 gramos - consiguió Krones el premio Deutscher Verpackungspreis 2008 del Instituto Alemán del Embalaje en la categoría de embalajes de venta.
Dentro de sus actividades empresariales, Krones centra su atención en la gestión sostenible. El programa de sostenibilidad “enviro” es el estándar propio del grupo para el diseño de maquinarias y líneas eco-compatibles, de uso eficiente de energía y medios. De esta manera el usuario recibe una documentación de datos de consumo por medio de un certificado TÜV.

## Historia
El desarrollo de la empresa Krones está estrechamente ligado al ambiente de un nuevo inicio de Alemania después de la Segunda Guerra Mundial. En el 1951, Hermann Kronseder, el padre del actual presidente del consejo de dirección, empezó a fabricar etiquetadoras semiautomáticas en Neutraubling según sus propios dibujos constructivos. Debido al éxito que cosechó con las máquinas, a partir de los años 1960 el programa de máquinas fue ampliado con las máquinas de envasado y las llenadoras y el año 1980, la empresa se convirtió en la sociedad anónima actual KRONES AG. Para poder ofrecer una gama completa de máquinas al sector de bebidas, se compraron las empresas siguientes:
- 1983: Anton Steinecker Maschinenfabrik (construcción de salas de cocción), Freising, Alemania[7]
- 1988: Zierk Maschinenbau GmbH (lavadoras de botellas), Flensburgo, Alemania[7]
- 1998: Max Kettner GmbH (encajonadoras, embaladoras y paletizadoras), Rosenheim, Alemania[7]
- 2000: Sander Hansen A/S (sistemas de pasteurización), Brøndby, Dinamarca[7]

## Datos de la empresa

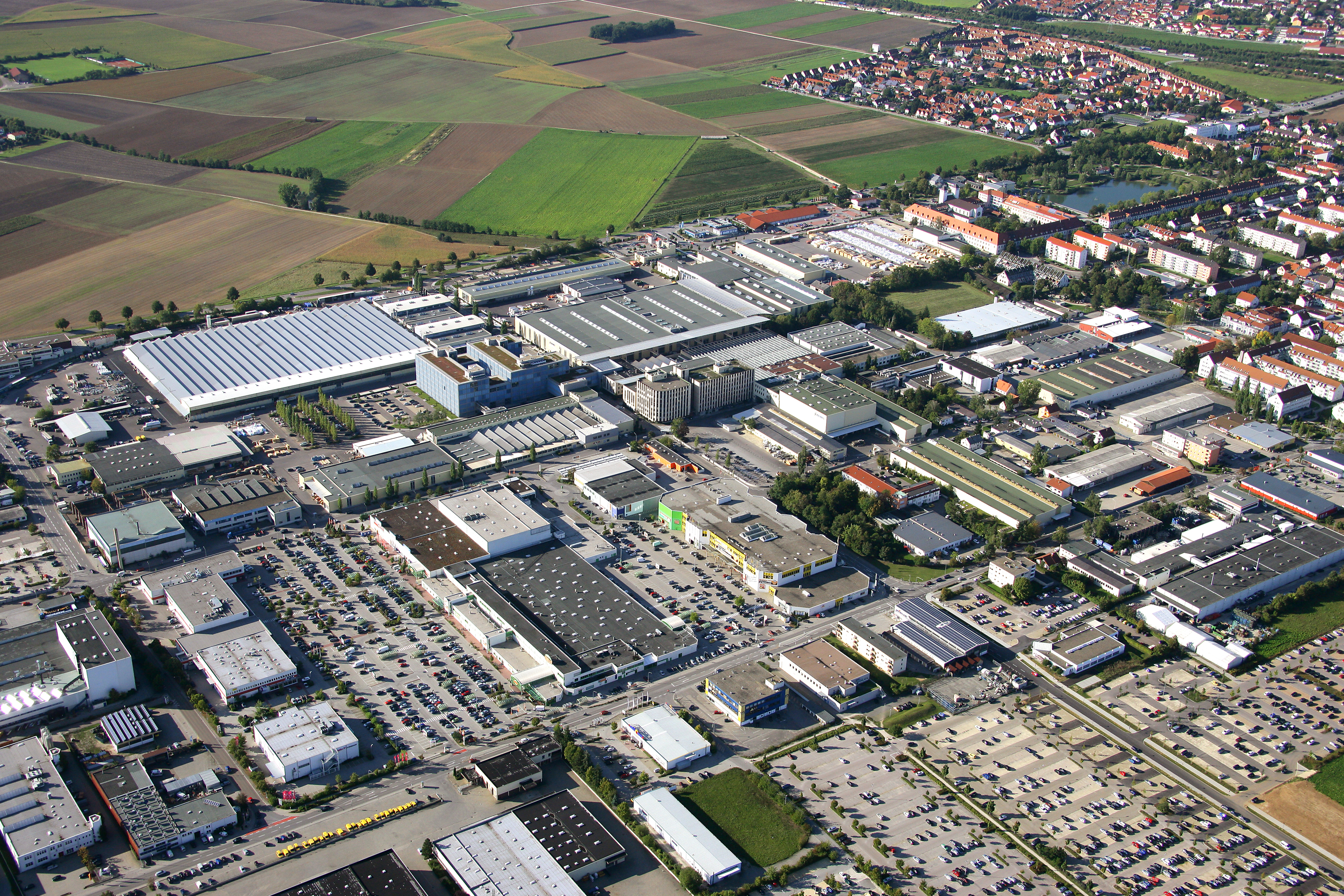
Planta de producción Krones AG en Neutraubling

La sede principal del grupo se encuentra situada en Neutraubling, cerca de Ratisbona (Alemania). En Alemania la empresa tiene un total de 10.366 empleados, siendo las máquinas y líneas nuevas fabricadas exclusivamente en los centros de producción alemanes (Neutraubling, Nittenau, Flensburgo, Freising y Rosenheim). La empresa realiza el 90% de su cifra de ventas en el extranjero y se encuentra representada en el mundo a través de 80 subsidiarias.
Las subsidiarias
- KIC Krones GmbH (adhesivos de alta tecnología para etiquetas y embalajes de cartón, consumibles), Neutraubling, Alemania[10]
- KOSME S.R.L. (máquinas de llenado y de embalado para las empresas pequeñas y medianas), Roverbella, Italia

cubren otros segmentos de mercado entorno directamente al envasado de bebidas.
El número de patentes en el 2017 asciende a más de 5.484.

## Estructura de la empresa

### Técnica de plásticos

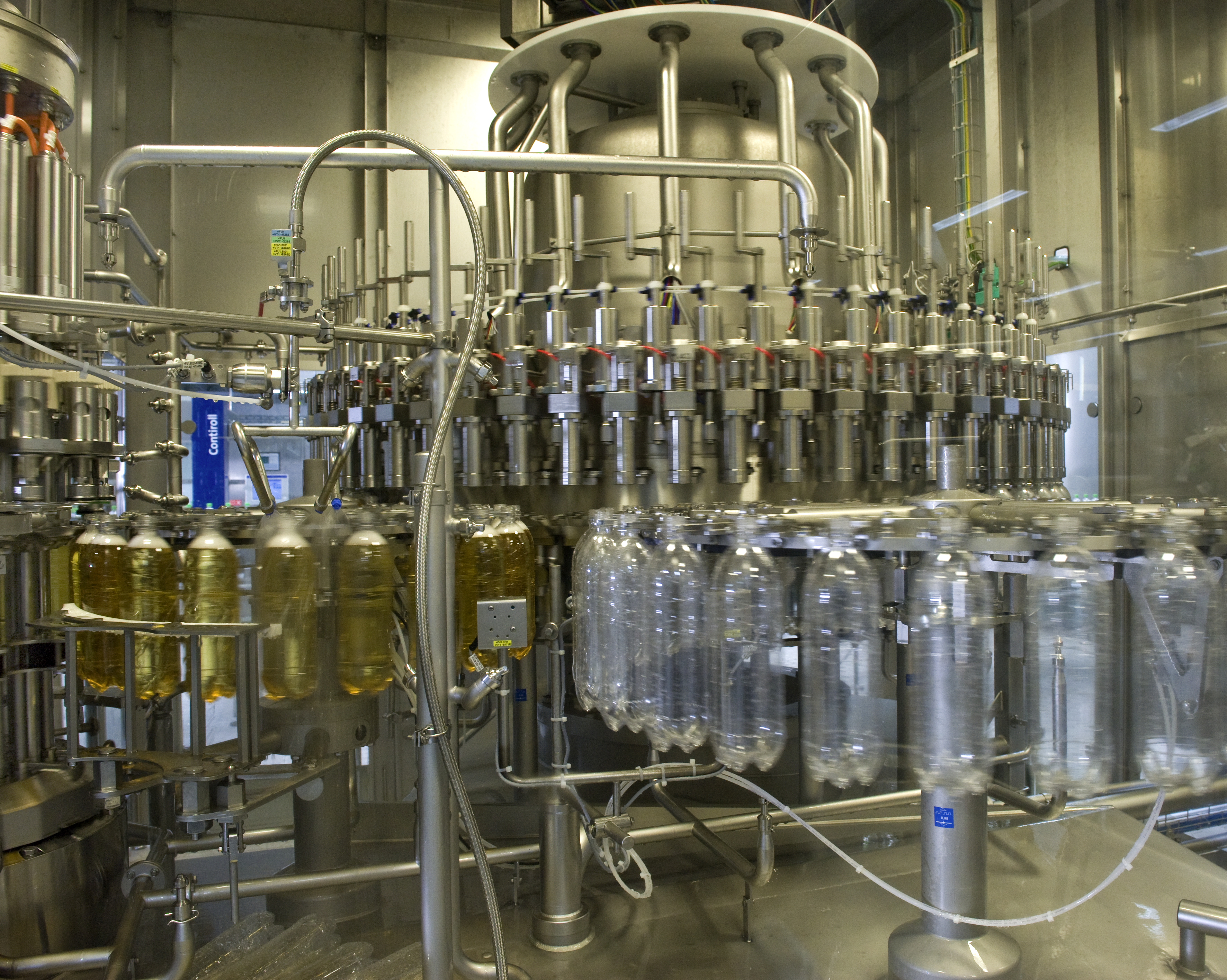
Llenado de botellas PET

Unos de los productos de este sector son las estiradoras-sopladoras, con un rendimiento de entre 12.800 y 80.000 botellas por hora, para la producción de botellas PET de hasta 3 litros. El sistema de reciclaje PET está basado en un método de lavado de hojuelas PET bajo acondicionamiento térmico y descontaminación.

### Técnica de llenado y embalado
El enfoque de este sector empresarial son las máquinas de lavado, llenado y de cierre bajo el concepto rotativo. De esta manera, la empresa se diferencia de otros fabricantes de sistemas lineales porque solamente las máquinas de guiado en espiral son aptas para tareas de alto rendimiento de hasta 60.000 botellas/hora o unas 100.000 latas/hora.
Además hay que añadir los sistemas asépticos de llenado para bebidas de un índice pH alto (>4,5). Aquí se aplica una desinfección PES o H2O2 de los envases y cierres. Para la limpieza de sus propios equipos de transformación y embotellado Krones ofrece los equipos Cleaning in Place. Para cubrir los demás procedimientos en el sector de bebidas, se aplican máquinas de lavado de botellas, máquinas de inspección y control de botellas y embalajes así como máquinas de etiquetado con cola al frío o adhesivo termofundente y etiquetado autoadhesivo. Las máquinas de empaquetado para embalaje de diseño retornables o no retornable, máquinas clasificadoras y de agrupación además de sistemas de paletizado complementan la gama.

### Ingeniería de procesos

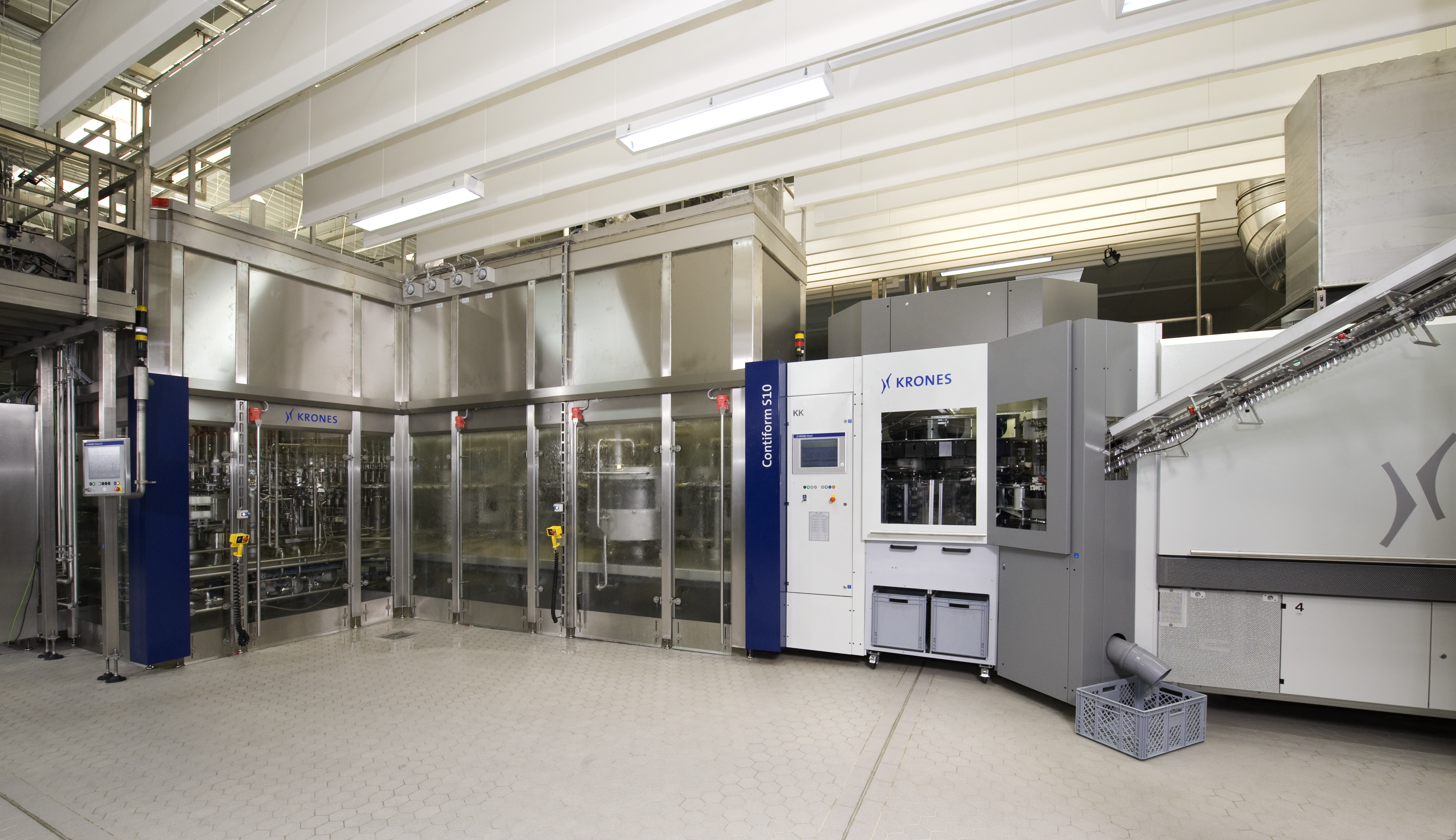
Strech(derecha)y llenado(izquierda)en un mismo bloque sin transportadores intermedios

Con las salas de cocción – incluidas las bodegas de fermentación y guarda – y respectivas instalaciones de suministro, la empresa provee equipos completos para las cervecerías. Para fabricantes de bebidas refrescantes la gama de servicios abarca salas de jarabe, instalaciones de mezclado y de carbonatación. Para la conservación de las bebidas se utilizan sistemas de pasteurización flash y UHT (temperatura ultra alta) o equipos de pasteurización. En ambos sectores se emplea una técnica de válvulas de fabricación propia.

### Soluciones TI y Sistema de flujo material

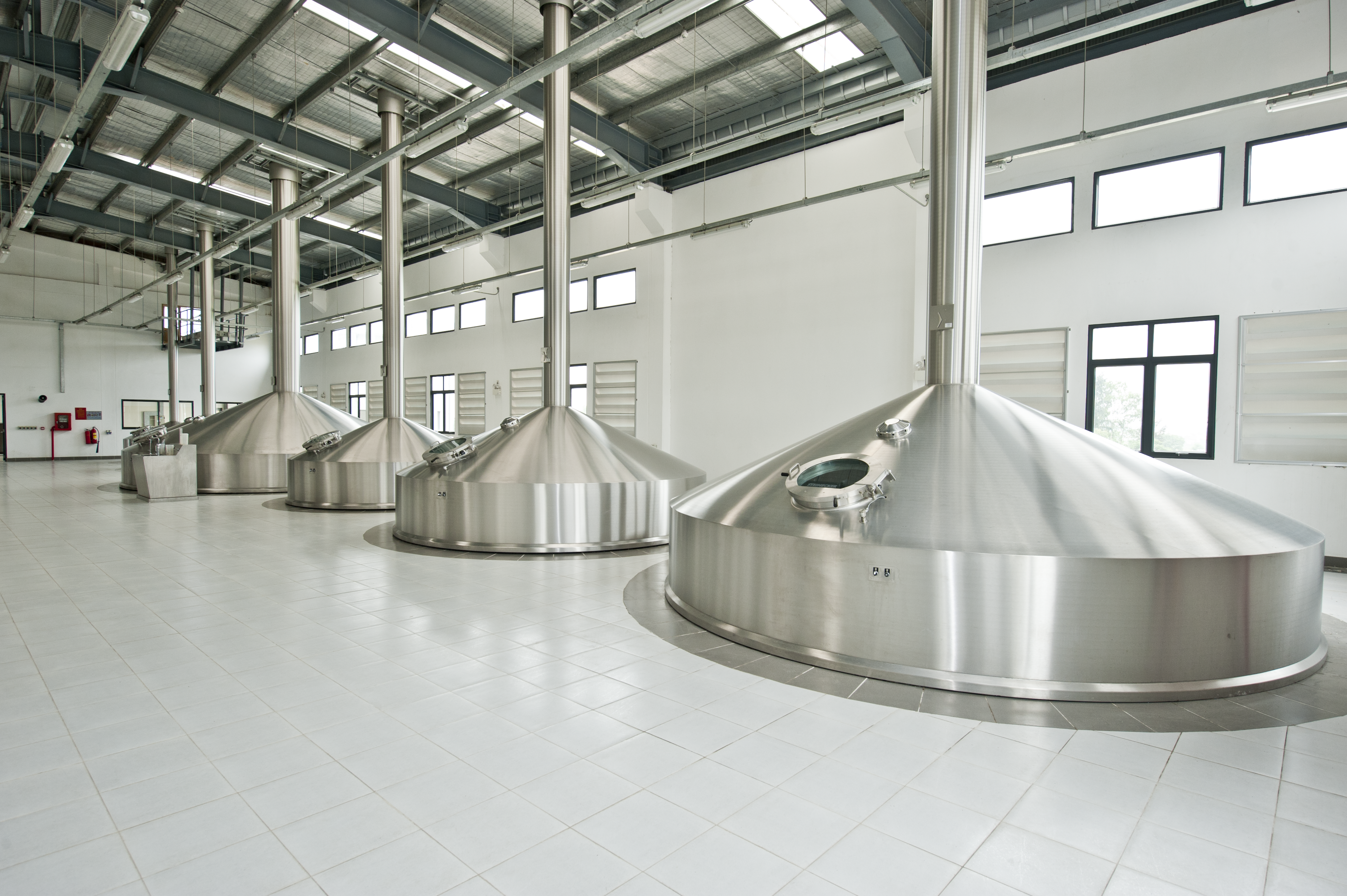
Fabricación de cerveza

El control de los procesos de producción y la integración de los datos de producción en los sistemas ERP del cliente (Enterprise Resource Planning) así como otros productos de TI integrales completan el programa de producto. Para el suministro de los materiales durante la producción y la entrega, la empresa ofrece sistemas de logística para las materias primas, materias auxiliares, materias de suministro y para productos terminados. Se utilizan sistemas de almacenamiento en bloque o de estantes elevados así como sistemas de picking y sistemas de carretillas elevadoras y de gestión de zonas de almacenaje. Los sistemas informáticos asociados también están siendo desarrollados y vinculados. En un futuro, las actividades de Krones en intralogistica se concentrarán en la Syskron Holding GmbH. Los sistemas de almacenado se realizan con frecuencia en forma de almacén de bloques o almacén de estanterías. Adicionalmente, el sistema de picking permite hacer palets de productos combinados.

## Principales desarrollos
- 1997	Inicio de la producción de estiradoras-sopladoras para la fabricación de botellas PET
- 2000	Suministro de la primera planta para el llenado aséptico de refrescos sensibles[16]
- 2002	Realización de la primera planta de reciclaje de PET para el tratamiento de botellas PET y su reutilización como materia prima apta para el contacto con alimentos
- 2005	Ampliación de la tecnología aséptica de llenado por el proceso de esterilización húmedo con H2O2; hasta este momento Krones ofrecía únicamente la esterilización con ácido peracético. A partir de esta fecha Krones ofrece ambas técnicas.[17]
- 2010 Introducción al mercado de FlexWave, tecnología de calentamiento por microondas de Krones para la producción de envases PET mediante el proceso de estirado-soplado bajo consume de energía; desarrollo de ProShape – método para la producción de envases de plástico ovalados y asimétricos[18]
- 2011 Introducción al mercado de LitePac, proceso de embalaje de bebidas: las formaciones de botellas PET se hacen solamente con un fleje de poliéster y una correa de transporte, reduciendo así los residuos de envases hasta un 75% en comparación con embalajes de película.[19]

## Cifras comerciales
Cifra de ventas del Grupo:
- 1.695 millones de euros (2005)
- 1.911 millones de euros (2006)
- 2.156 millones de euros (2007)
- 2.381 millones de euros (2008)
- 1.865 millones de euros (2009)
- 2.173 millones de euros (2010)
- 2.480 millones de euros (2011)
- 2.664 millones de euros (2012)
- 2.815 millones de euros (2013)
- 2.953 millones de euros (2014)
- 3.173 millones de euros (2015)
- 3.391 millones de euros (2016)
- 3.691 millones de euros (2017)

Porcentaje de la cifra de ventas según sectores en 2013
- Bebidas alcohólicas 46,0 %
- Bebidas sin alcohol 45,6 %
- Alimentos, productos químicos, farmacéuticos, cosméticos 8,4 %

Consejo de Dirección
- Christoph Klenk, Presidente
- Michael Andersen
- Thomas Ricker
- Markus Tischer
- Ralf Goldbrunner

Presidente del Consejo de Vigilancia: Volker Kronseder

## Comunicación empresarial
Al igual que otras empresas, Krones S.A. usa “Social Media” (medios sociales) como medio de comunicación en línea. Además de una cuenta en la plataforma de microblogging Twitter, el grupo Krones mantiene una página en la red social Facebook. A través del portal “Krones TV” se pueden visualizar producciones de videos corporativos.